# Земен кълвач
Земен кълвач (Geocolaptes olivaceus) е вид птица от семейство Picidae, единствен представител на род Земни кълвачи (Geocolaptes).

## Разпространение
Видът е разпространен в Лесото, Свазиленд и Южна Африка.